# Muévete En Bici
«Muévete En Bici» es un programa encabezado por la Secretaría del Medio Ambiente del Distrito Federal, creado con el objetivo de promover la movilidad sustentable (en general, el uso de la bicicleta) y, por tanto, el cuidado de la calidad del aire. La iniciativa se desarrolla a través de Paseos Dominicales donde, de las 8:00 a 14:00 horas, son cerradas algunas de las principales avenidas de la Ciudad de México a vehículos automotores, con el propósito de que ciclistas, patinadores y peatones transiten libremente en ellas.

## Logística
La primera edición de Muévete En Bici se realizó el domingo 13 de mayo del 2007 como resultado de la creciente demanda y necesidad del uso de la bicicleta en la Ciudad de México. Este primer recorrido contó con una ruta de aproximadamente 10 kilómetros, trazada de Paseo de la Reforma, a la altura de Lieja, y hasta la Plaza de la Constitución. En cuanto a la seguridad, el Gobierno del Distrito Federal despliega, a través de la Secretaría de Seguridad Pública del Distrito Federal, operativos diseñados para la protección de los participantes durante todo el recorrido, además cuenta con ambulancias, primeros auxilios, de apoyo mecánico, sanitarios públicos y centros de Locatel.
Quienes deseen participar en los recorridos y no cuenten con bicicleta propia, pueden hacer uso del sistema Ecobici, cuyas estaciones están instaladas en gran parte de la ruta, mientras que la Secretaría del Medio Ambiente del Distrito Federal cuenta con préstamo de bicicletas. Además de la rodada, Muévete En Bici realiza actividades recreativas y culturales con talleres de educación ambiental, juegos, actividades físicas y deportivas, así como la biciescuela.

## Ampliaciones de Ruta
En el quinto aniversario de Muévete En Bici, en 2012, se amplió la ruta de 10 de 24 kilómetros, abarcando desde la Puerta de los Leones, ubicada en el Bosque de Chapultepec, hasta la zona de La Villa. Posteriormente, para la conmemoración de los primeros siete años del programa, en 2014, el recorrido duplicó su extensión a 48 kilómetros, abarcando la zona de sur de la capital, es decir, además de la ruta habitual sobre Paseo de la Reforma, el Centro Histórico de la Ciudad de México y la Villa, ahora se incluía una vía confinada en la Colonia Condesa y la Colonia Del Valle, hasta llegar a la Alberca Olímpica en Avenida División del Norte.
La ampliación de la ruta de Muévete En Bici convirtió al Paseo Dominical en la quinta ciclovía recreativa más larga del mundo y en la tercera con mayor afluencia de personas, esto debido a que dos meses después de su transformación, el evento rompió récord de asistencia con un total de 54 mil personas, es decir, más del 100 por ciento en comparación con el año anterior (2013). 

## Paseos Nocturnos
Además de los Paseos Dominicales, Muévete En Bici realiza los Paseos Nocturnos, rodadas especiales donde los capitalinos recorren algunos de los sitios más emblemáticos de la Ciudad de México después de las 19:00 o 20:00 horas. El primer Paseo Nocturno se realizó el 23 de mayo del 2010 en las calles del Centro Histórico. Generalmente, estas actividades conmemoran alguna fecha en especial, por ejemplo: Día de Muertos, la Revolución Mexicana, Día del Amor y la Amistad, entre otros. La logística de los Paseos Nocturnos incluye la oportunidad de ingresar con bicicleta al Metro de la Ciudad de México y algunas líneas del Metrobús.